# Parolinia platypetala
Parolinia platypetala es una especie endémica de la isla de Gran Canaria, concretamente del barranco de Guayadeque por lo que se la conoce con el nombre de "dama de Guayadeque". Se considerada en peligro crítico, de acuerdo con las categorías de amenaza de la UICN, sin embargo, no se encuentra incluida en el Catálogo Canario de Especies Protegidas.

## Descripción
Se trata de un arbusto de hasta 1.5 m, ramas gráciles, ascendientes o suberectas. Hojas sésiles, lineares a estrechamente oblanceoladas, 13–40 mm de largo y hasta 2 mm de ancho, agudas. Inflorescencia de 6-10 flores. Pétalos 13–15 cm, espatulados, unguiculados, rosa a blanca. Silicua tomentosa, 10–12 mm de largo, los apéndices 10 mm, brevemente bífidos o bilobulados. Semillas 4-8 por valva, aplanadas, márgenes hialinos.

## Taxonomía
La especie Parolinia platypetala fue descrita por Günther Kunkel y publicado el 6 de marzo de julio de 1975.

## Distribución y hábitat
Su presencia se conoce solamente en el barranco de Guayadeque, entre los 500 y 800 m, en hábitats abiertos en las laderas rocosas y en los cauces de barrancos.